# Gat de mar
El gat de mar, gat, gató, gat ver, peix gat o gatvaire, entre altres denominacions populars(Scyliorhinus canicula) és una espècie de peix cartilaginós carcariniforme de la família dels esciliorrínids, corrent als Països Catalans. No s'ha de confondre amb l'espursim. El terme de «tauró gat» és un barbarisme, no documentat al DCVB i el terme alguerès «gatutxo» és un italianisme. És totalment inofensiu.

## Morfologia

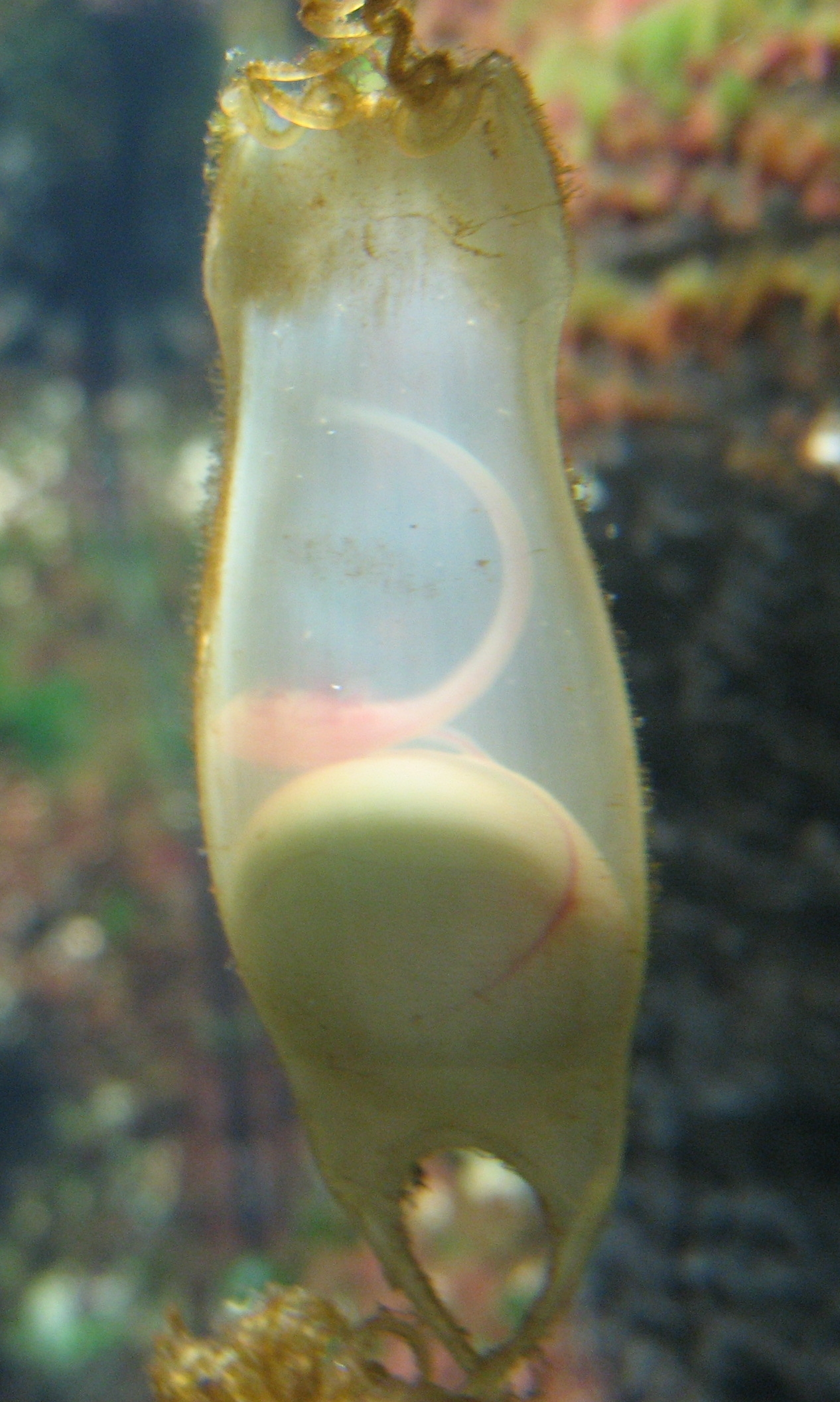
Ou de gat dins d'una càpsula còrnia.

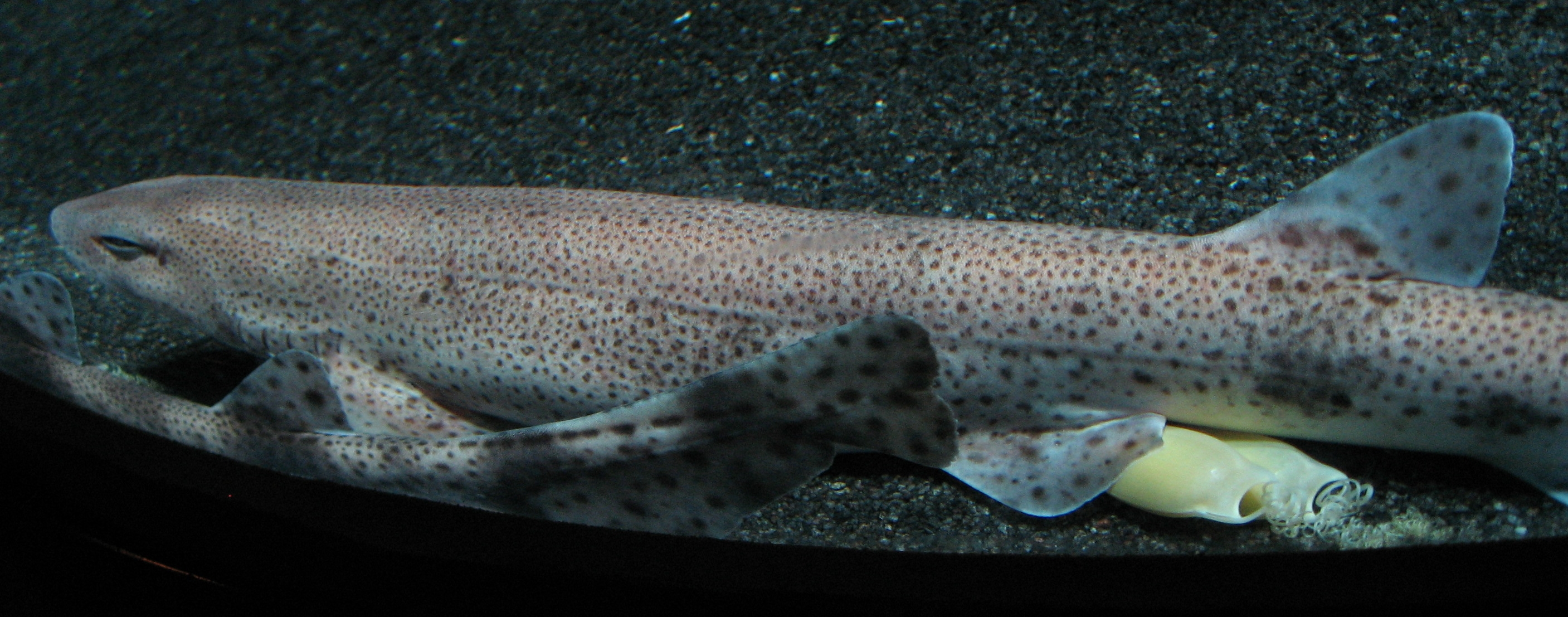
Scyliorhinus canicula

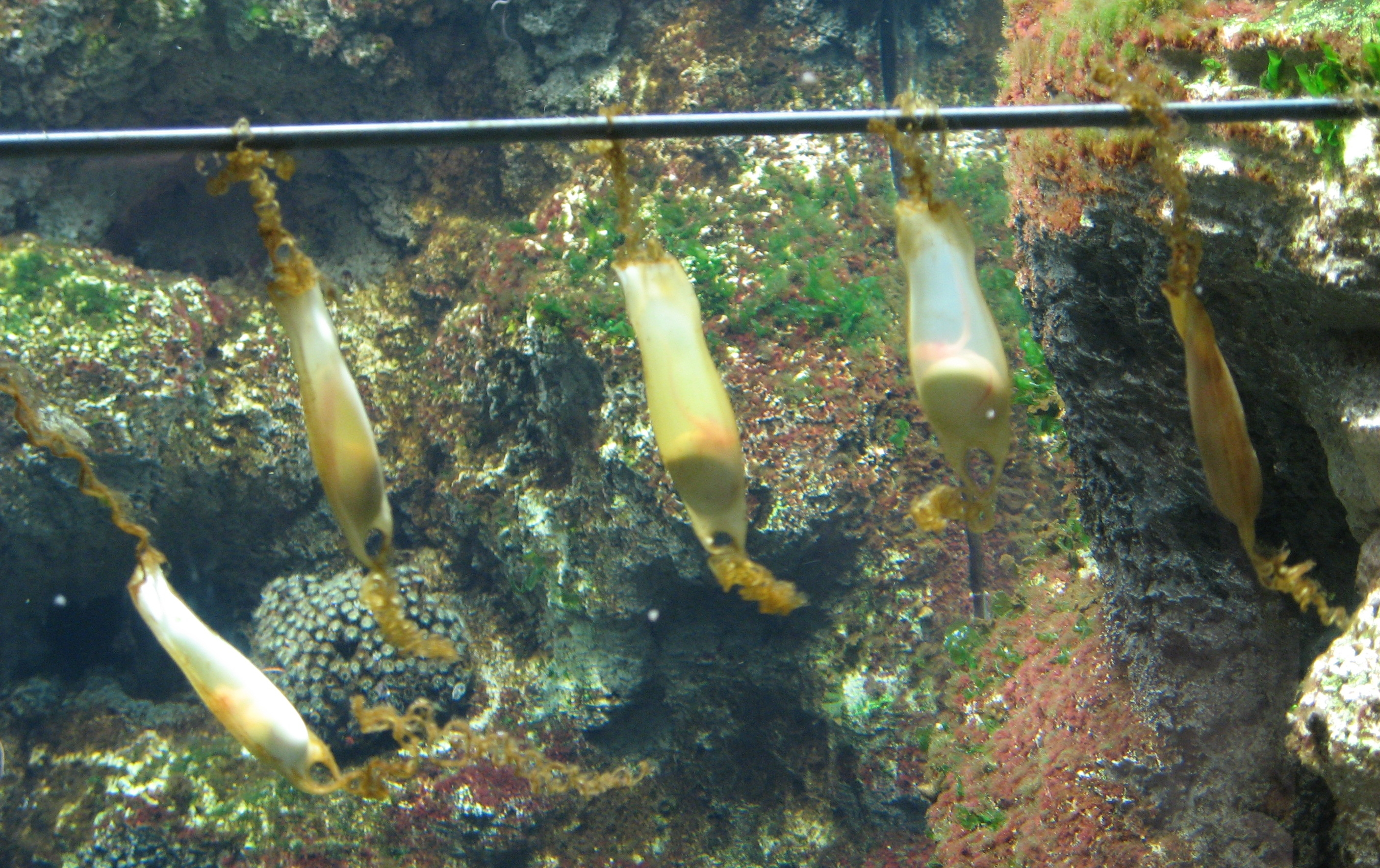
Ous de gat

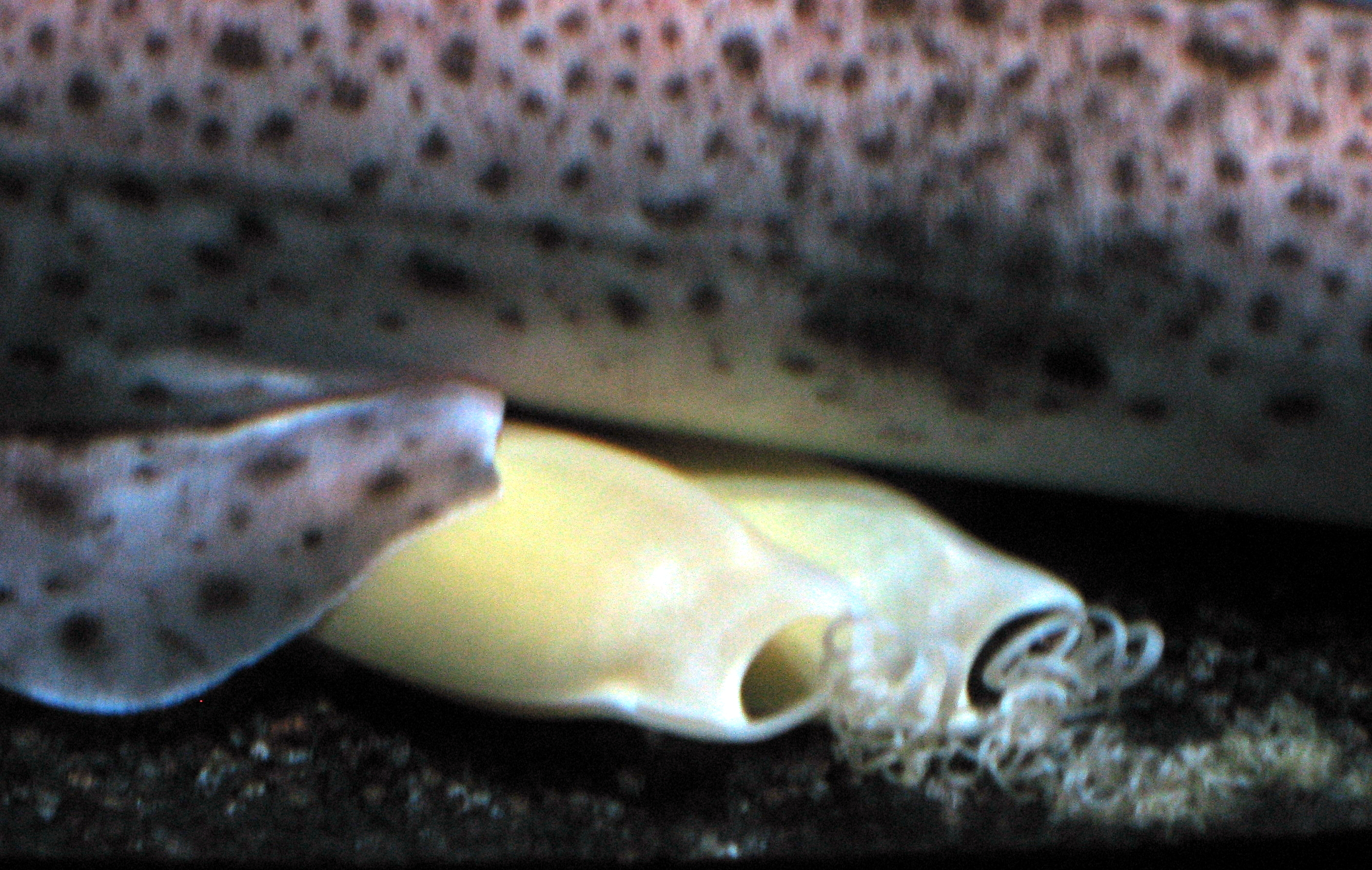
Posta d'un exemplar femella

- Els mascles poden assolir els 100 cm de llargària màxima[6] i els 1.320 g de pes,[7] tot i que la llargada total màxima dels exemplars de la Mediterrània és d'uns 80 cm, amb un pes màxim de 800 g.

- Cos molt allargassat i força prim, amb el musell arrodonit i curt.
- Presenta dues aletes dorsals endarrerides, després de l'origen de les aletes pelvianes. La distància entre les dues dorsals és més ampla que en l'espursim. La vertical de l'origen de la segona dorsal passa pel final de la base de l'aleta anal (l'amplada d'aquesta base és ostensiblement menor que la distància entre les dues dorsals).
- L'aleta caudal té el lòbul inferior molt poc marcat, i el seu eix presenta una desviació molt petita respecte de l'eix general del cos.
- Les aletes ventrals són triangulars, llargues i estretes, amb l'angle extern molt poc marcat. Les del mascle es troben soldades pràcticament en tota la seua longitud.
- Vàlvules nasals ben desenvolupades i llises, esteses fins a tapar el marge anterior de la mandíbula superior, i pràcticament confluents una amb l'altra.
- Sense membrana nictitant.
- Amb cinc parells de fenedures branquials, els dos darrers per sobre de les pectorals.
- El color general de fons del dors varia d'un gris rogenc a un brunenc més o menys fosc, tot pigallat de taquetes obscures de diàmetre mig aproximadament igual al de la nineta de l'ull, entre les quals n'hi ha d'altres, de les mateixes dimensions, de color més clar, blanquinoses. També hi ha taquetes sobre les aletes senars i sobre la cara superior de les pectorals i les ventrals. La cara ventral és blanquinosa i llisa, sense taques. En els individus joves, d'uns 20 cm, hi ha 6 o 7 bandes transversals més fosques que el color de fons, que es van esvaint amb l'edat.
- La cara ventral és clara i llisa.
- El mascle madura als 39 cm i la femella als 44 cm.[8]

## Ecologia
És present a tot el Mediterrani, i també a les costes europees situades al sud de Noruega, i més cap al sud arriba fins al Senegal.
De dia es troba descansant sobre els fons sorrencs o fangosos, i també sobre els fons d'algues coral·lines (fons de magrana o grapissar) entre els 15 i 110 m de fondària, tot i que pot baixar fins als 780 m a l'est de la Mar Jònica. De nit recupera la seua activitat i es dirigeix al fons per caçar.
La femella diposita dos ous en cada posta, un per oviducte. Pot arribar a pondre entre 18 i 20 ous per temporada. Els ous, protegits per una càpsula còrnia, són dipositats en aigües somes d'àrees sorrenques. Les càpsules, que fan 4 cm de llarg per 2 cm d'ample, presenten uns llargs circells que serveixen per a subjectar-se al substrat, preferentment d'algues. Les postes es fan de novembre a juliol i el període de gestació dura entre 5 i 11 mesos, si bé una durada de 8 a 9 mesos és el més habitual. Els petits, quan surten de la càpsula, fan de 9 a 10 cm de longitud total.

## Gastronomia
La seua carn és comestible (encara que el fetge es considera tòxic), però el seu aprofitament és limitat. Per tal que es cotitzi més a la llotja de peix, els pescadors l'espellen, ja que té la pell força dura i costa molt de treure. Els arts de pesca emprats en la seua captura són l'arrossegament i el palangre.
És un peix de pell dura que s'ha d'escaldar primer ficant-lo en una olla gran d'aigua bullent per un poquet de temps i tornant a treure-la tot seguit. Aleshores es pot treure la pell amb facilitat.
El gat vaire és sovint un dels ingredients d'una bona sarsuela de peix, plat on es barregen trossos de diferents peixos poc comuns i que tenen un paper una mica extraordinari dins de la gastronomia tradicional.
A França es prepara la saumonette amb el gat vaire. Primer s'ha d'escaldar per treure la pell. Posteriorment es talla a filets prims i allargats i es posen a adobar per un temps en aigua amb vinagre i sal o amb suc de llimona per una hora com a mínim. Passat aquest temps es poden saltejar els filets amb mantega, ficar al forn o fer a la planxa.
A Sardenya es prepara la burridda di gattuccio, un plat típic diferent de la burridda genovesa. Consisteix en gat vaire bullit i cobert amb una salsa a base d'oli, all, vinagre i nous picades.